# The B-52’s 1979–1989
The B-52’s 1979–1989  - wydana w 1989 roku kompilacja sześciu klipów wideo grupy muzycznej The B-52’s oraz teledysku do piosenki ze solowej płyty Freda Schneidera, wokalisty grupy.

## Teledyski
| Tytuł                                 | Album muzyczny                     | Reżyser(zy)                     | Data nagrania               |
| ------------------------------------- | ---------------------------------- | ------------------------------- | --------------------------- |
| „Rock Lobster”                        | The B-52’s                         | Charles Libin & Paul A. Cameron | 3 marca, 1979 (live in NYC) |
| „Legal Tender”                        | Whammy!                            | Mick Haggerty & C.D. Taylor     | 25 czerwca, 1983            |
| „Song for a Future Generation”        | Whammy!                            | Mick Haggerty & C.D. Taylor     | 2 lipca, 1983               |
| „Girl from Ipanema Goes to Greenland” | Bouncing off the Satellites        | Paul Tassie                     | 1 października, 1986        |
| „Channel Z”                           | Cosmic Thing                       | Drew Carolan                    | 25-26 maja, 1989            |
| „Love Shack”                          | Cosmic Thing                       | Adam Bernstein                  | 30-31 sierpnia, 1989        |
| „Roam”                                | Cosmic Thing                       | Adam Bernstein                  | 14-15 listopada, 1989       |
| „Monster"                             | Fred Schneider & the Shake Society | Mary Lambert                    | 7-8 października, 1984      |